# Kostjurixia
Kostjurixia is een geslacht van vliesvleugeligen uit de familie van de Eulophidae. De wetenschappelijke naam van dit geslacht werd voor het eerst geldig gepubliceerd in 2007 door T. C. Narendran.

## Soorten
Het geslacht Kostjurixia omvat de volgende soorten:
- Kostjurixia laharensis Narendran, 2009
- Kostjurixia ootiyensis Narendran, 2007